# 高雄ビル火災

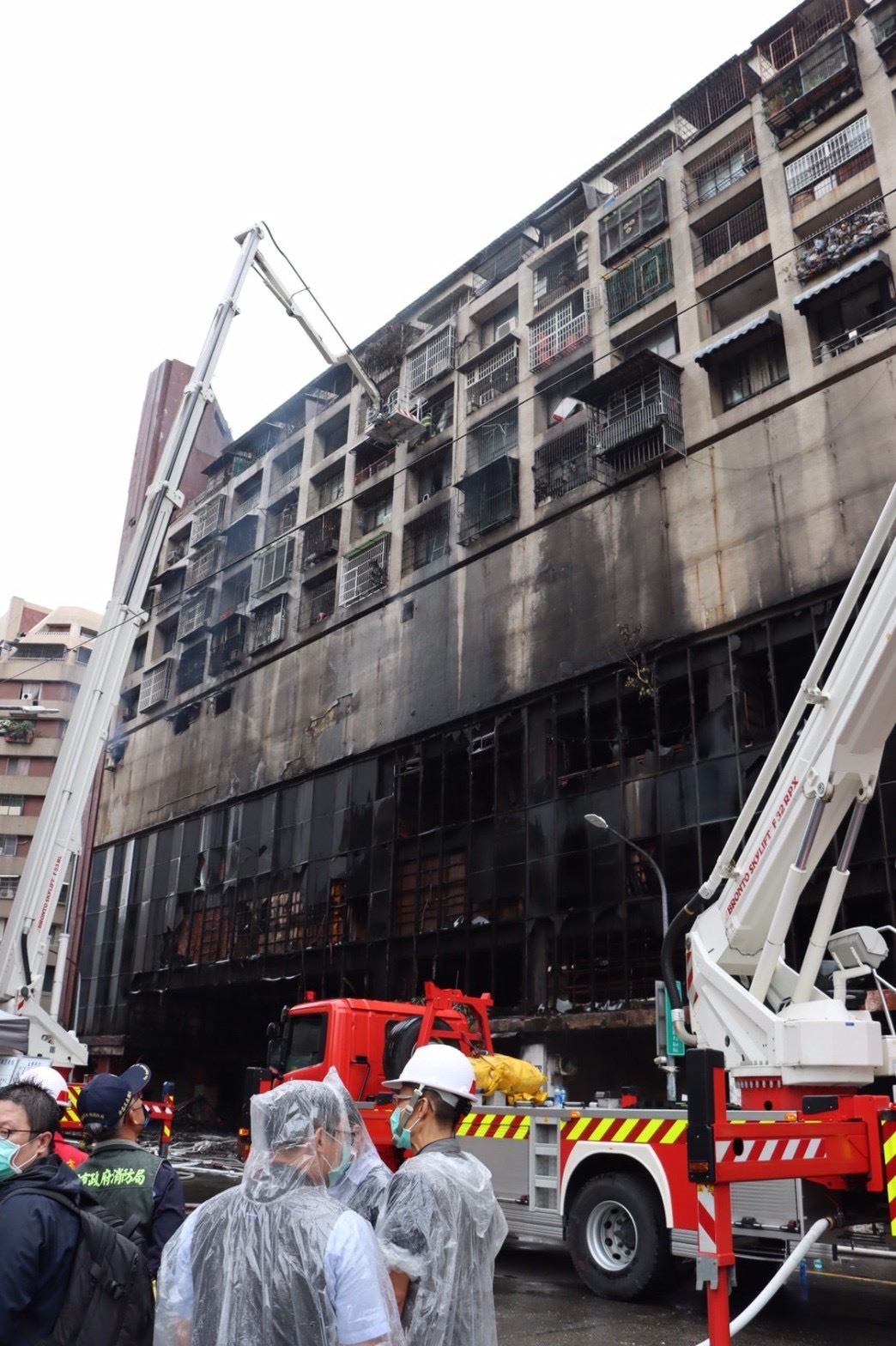
火災発生後のシティーセンタービル

座標: 北緯22度37分43秒 東経120度17分07秒 / 北緯22.62861度 東経120.28528度高雄ビル火災は、2021年10月14日未明、中華民国（台湾）高雄市塩埕区で発生した大規模の火災。

## 概要
2021年10月14日午前2時54分（UTC+8）頃、高雄市にあるシティーセンタービルで火災発生の緊急通報。火災現場には377人以上の救助隊員と、139台の消防車・救急車が展開した。火災は同日午前7時17分までに鎮火したとされ、同日の正午までに8歳～83歳までの男女62人が救助されたが、少なくとも46人が死亡し・41人が負傷し多数の人々が病院に搬送された。
現場となったシティーセンタービルは、1980年に竣工された13階建ての商業施設兼オフィスビル。当初は映画館などの娯楽施設や飲食店・ショッピングモールやオフィスなどが入居していたが、商圏が周辺に移転してその多くが閉業。管理組合も無く複雑な権利関係のため近年では廃墟同然となっており、特に7階から11階のオフィス階には跡に貧困層や独居老人が多く住み着き犠牲者の多くがこの階で収容された。
火災の原因については、発生直後は放火の可能性があると発表されていたが、その後の調査の結果、蚊取り線香の不始末ではないかとされ、飲酒後に蚊取り線香をゴミ箱に捨てた50代の女性が拘束された。
この火災は、単一建物の火災として1995年の台中市のウェルカムレストラン火災に次ぐ台湾で2番目に死者が多いものであり、台湾で最も死傷者を出した火災の1つでもある。
火災後、倒壊の危険があることから建物は取り壊され、高雄市政府によって跡地に公園が整備され、「府北公園」として市民に開放された。